# John Carlos

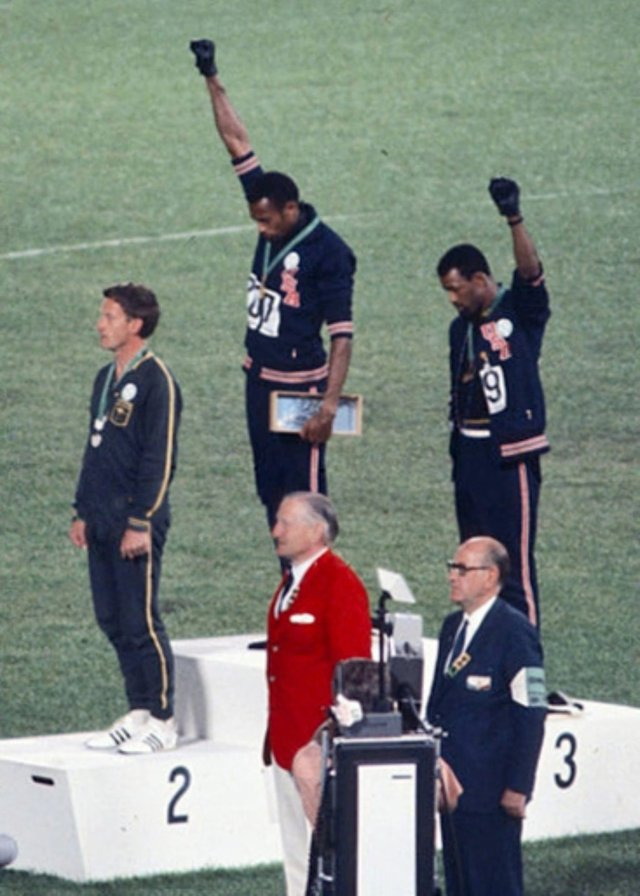
Gouden medaillewinnaar Tommie Smith (midden) en bronzen medaillewinnaar John Carlos (rechts) met opgeheven vuist op het podium na de 200 m race op de Olympische Zomerspelen 1968 ; beide dragen badges van het Olympische Project voor Mensenrechten. Peter Norman (zilveren medaillewinnaar, links) uit Australië draagt ook een badge uit solidariteit met Smith en Carlos.

John Wesley Carlos (Harlem, 5 juni 1945) is een voormalige Amerikaanse atleet en Americanfootballspeler. Hij nam eenmaal deel aan de Olympische Spelen en won bij die gelegenheid één medaille.

## Biografie
Op de Olympische Spelen van 1968 in Mexico-Stad won hij een bronzen medaille op de 200 m. Met een tijd van 20,10 s finishte hij achter zijn landgenoot Tommie Smith, die olympisch kampioen werd met een verbetering van het wereldrecord naar 19,83. Het zilver ging de Australiër Peter Norman, die in 20,06 over de finish ging.
Bij de medaille-uitreiking zorgde hij samen met de eveneens zwarte winnaar Tommie Smith voor een controversieel moment. Ze verschenen op zwarte sokken op het podium, om de armoede van zwarten in Amerika aan te geven. Vervolgens staken ze met gebogen hoofd een in zwarte handschoen gehulde vuist in de lucht (de Black Power groet), uit protest tegen de positie van zwarten in de maatschappij. De blanke Peter Norman, die zilver won, steunde hun protest door een Olympic Project for Human Rights-badge te dragen. Smith en Carlos werden na hun Black Power groet direct verwijderd uit het Amerikaanse Olympische team. Na zijn carrière als atleet werd Carlos Americanfootballspeler. Hij speelde drie seizoenen voor achtereenvolgens de Philadelphia Eagles, de Montréal Alouettes en de Toronto Argonauts.
Later werd hij atletiektrainer van de High School in Palm Springs. In 2003 werd hij opgenomen in de Hall-of-Fame van het USA Track & Field.

## Titels
- Amerikaans kampioen 220 yd - 1969
- NCAA-kampioen 220 yd - 1975
- NCAA-indoorkampioen 60 m - 1969

## Persoonlijke records
| Onderdeel | Prestatie | Datum             | Plaats      |
| --------- | --------- | ----------------- | ----------- |
| 100 yd    | 9,1 s     | 1969              |             |
| 100 m     | 10,0 s    | 1968              |             |
| 200 m     | 19,92 s   | 12 september 1968 | Echo Summit |
| 440 yd    | 47,0 s    | 1967              |             |

## Palmares
- 1967:  Pan-Amerikaanse Spelen - 20,5 s
- 1968:  OS - 20,10 s

## Onderscheidingen
- USA Track & Field Hall of Fame - 2003
- Arthur Ashe Courage Award - 2008
- Doctor honoris causa KU Leuven - 2022[1]

- Gemeinsame Normdatei: 1017988684
- World Athletics: 14345125
- International Standard Name Identifier: 0000 0000 4672 6350
- Library of Congress Control Number: n2001105426
- Nationale Bibliotheek van Israël: 987007428841105171
- Virtual International Authority File: 48578395
- WorldCat: E39PBJwX67Q3VRCBD8kpPbwQv3